# Письма к госпоже Каландрини
«Письма к госпоже Каландрини» (фр. Lettres de mademoiselle Aïssé à madame Calandrini) — сборник писем Шарлотты Аиссе, написанных в 1726—1733 годах, впервые изданный в 1787 году.

## Содержание
Автор писем — Шарлотта Аиссе, женщина кавказского происхождения, которую девочкой привезли в Париж. Она вращалась в высшем свете, была возлюбленной шевалье Блёза-Мари д’Эди, от которого родила дочь. В 1726—1733 годах (до своей ранней смерти от чахотки) Аиссе переписывалась с жившей в Женеве Жюли Каландрини. В письмах она рассказывала о своей жизни и переживаниях.

## Публикация и восприятие
Письма Аиссе Каландрини были случайно найдены после смерти адресата в 1754 году. Их показали Вольтеру, который жил недалеко от Женевы и был знаком с наследником Каландрини (Аиссе он тоже знал в своё время). Существует мнение, что Вольтер подверг письма литературной обработке, но доказательств тому нет. В 1787 году письма бли опубликованы отдельной книгой.